# Червонодолинська сільська рада (Бобринецький район)
| Червонодолинська сільська рада — колишній орган місцевого самоврядування у Бобринецькому районі Кіровоградської області з адміністративним центром у с. Червона Долина. Сільській раді підпорядковані населені пункти: - с. Червона Долина - с. Великодрюкове - с. Коржеве - с. Садове - с. Богданівка |

## Склад ради
Рада складається з 12 депутатів та голови.

### Керівний склад ради
| ПІБ                           | Основні відомості                                                                                                | Дата обрання | Дата звільнення |
| ----------------------------- | --- | ------------ | --------------- |
| Ковтуненко Микола Семенович   | Сільський голова, 1952 року народження, освіта, безпартійний                                                     | 26.03.2006   | 31.10.2010      |
| Ковтуненко Микола Семенович   | Сільський голова, 1952 року народження, освіта середня спеціальна, член Всеукраїнського об'єднання «Батьківщина» | 31.10.2010   | 18.10.2012      |
| Шкварко Володимир Миколайович | Сільський голова, 1958 року народження, освіта вища, член Партії регіонів                                        | 02.06.2013   |                 |

Примітка: таблиця складена за даними джерела

## Населення
Згідно з переписом УРСР 1989 року чисельність наявного населення сільської ради становила 697 осіб, з яких 293 чоловіки та 404 жінки.
За переписом населення України 2001 року в сільській раді мешкала 631 особа.

### Мова
Розподіл населення за рідною мовою за даними перепису 2001 року:
| Мова       | Відсоток |
| ---------- | -------- |
| українська | 95,89 %  |
| російська  | 3,00 %   |
| молдовська | 0,95 %   |